# Mhlume (Lubombo)
Mhlume ist ein Inkhundla (Verwaltungseinheit) in der Region Lubombo in Eswatini. Es ist 778 km² groß und hatte 2007 gemäß Volkszählung 16.981 Einwohner.

## Geographie
Das Inkhundla liegt im Norden der Region Lubombo an der Grenze zu Südafrika. Die MR 24 ist die Hauptverkehrsader der Region und der Lutala River die Hauptwasserader. In dem Inkhundla liegen unter anderem die Orte Mhlume und Simunye.

## Gliederung
Der Bezirk gliedert sich in die Imiphakatsi (Häuptlingsbezirke) Mhlume, Simunye, Tabankulu, Tshaneni und Vuvulane. 